# سعید المنهالی
سعید المنهالی (انگلیسی: Saeed Al-Menhali؛ زادهٔ ۴ فوریهٔ ۱۹۹۴) بازیکن فوتبال اهل امارات متحده عربی است.